# Ooctonus mirus
Ooctonus mirus är en stekelart som beskrevs av Girault 1938. Ooctonus mirus ingår i släktet Ooctonus och familjen dvärgsteklar. Inga underarter finns listade i Catalogue of Life.